# Elecciones municipales de San Martín de 2014
Las elecciones municipales de San Martín de 2014 se llevaron a cabo el 5 de octubre de 2014 para elegir al alcalde y al Concejo Provincial de San Martín para el periodo 2015-2018. La elección se celebró simultáneamente con elecciones regionales y municipales (provinciales y distritales) en todo el Perú.

## Sistema electoral
La Municipalidad Provincial de San Martín es el órgano administrativo y de gobierno de la provincia de San Martín. Está compuesta por el alcalde y el Concejo Provincial.
La votación del alcalde y el concejo se realiza en base al sufragio universal, que comprende a todos los ciudadanos nacionales mayores de dieciocho años, empadronados y residentes en la provincia de San Martín y en pleno goce de sus derechos políticos, así como a los ciudadanos no nacionales residentes y empadronados en la provincia de San Martín.
El Concejo Provincial de San Martín está compuesto por 11 regidores elegidos por sufragio directo para un período de cuatro (4) años, en forma conjunta con la elección del alcalde (quien lo preside). La votación es por lista cerrada y bloqueada. Se asigna a la lista ganadora los escaños según el método d'Hondt o la mitad más uno, lo que más le favorezca.

## Composición del Concejo Provincial de San Martín
La siguiente tabla muestra la composición del Concejo Provincial de San Martín antes de las elecciones.
| Partidos | Partidos                 | Regidores |
| -------- | ------------------------ | --------- |
|          | Alianza para el Progreso | 7         |
|          | Nueva Amazonía           | 2         |
|          | Acción Popular           | 1         |
|          | Partido Aprista Peruano  | 1         |

## Partidos y candidatos
A continuación se muestra una lista de los principales partidos y alianzas electorales que participaron en las elecciones:
| Candidatura | Candidatura | Partidos y alianzas                    | Candidatos | Candidatos                  | Ideología                                                          | Resultado previo | Resultado previo | Ref. |
| Candidatura | Candidatura | Partidos y alianzas                    | Candidatos | Candidatos                  | Ideología                                                          | Votos (%)        | Reg.             | Ref. |
| ----------- | ----------- | -------------------------------------- | ---------- | --------------------------- | ------------------------------------------------------------------ | ---------------- | ---------------- | ---- |
|             | APP         | Lista - Alianza para el Progreso (APP) |            | Walter Grundel Jiménez      | Liberalismo económico Conservadurismo liberal Populismo de derecha | 31.83%           | 7                |      |
|             | NA          | Lista - Nueva Amazonía (NA)            |            | Rubén del Águila Panduro    | Regionalismo sanmartinense                                         | 23.34%           | 2                |      |
|             | AP          | Lista - Acción Popular (AP)            |            | Christopher Rivero Uzategui | Partido atrapalotodo                                               | 18.75%           | 1                |      |
|             | APRA        | Lista - Partido Aprista Peruano (APRA) |            | Alexander Albán Aléncar     | Aprismo                                                            | 11.33%           | 1                |      |
|             | FP          | Lista - Fuerza Popular (FP)            |            | Armando Gonzales del Águila | Fujimorismo Conservadurismo social Populismo de derecha            | 8.42%            | 0                |      |
|             | FC          | Lista - Fuerza Comunal (FC)            |            | César Flores Pinedo         | Regionalismo sanmartinense                                         | Nuevo            | Nuevo            |      |
|             | MAS         | Lista - MAS San Martín (MAS)           |            | Arquímedes Vargas Rodríguez | Regionalismo sanmartinense                                         | Nuevo            | Nuevo            |      |

## Sondeos de opinión
Las siguientes tablas enumeran las estimaciones de la intención de voto en orden cronológico inverso, mostrando las más recientes primero y utilizando las fechas en las que se realizó el trabajo de campo de la encuesta. Cuando se desconocen las fechas del trabajo de campo, se proporciona la fecha de publicación.
Leyenda:
     Sondeo realizado en el periodo de prohibición legal de la difusión de sondeos de intención de voto.

### Intención de voto
La siguiente tabla enumera las estimaciones ponderadas (sin incluir votos en blanco y nulos) de la intención de voto.
|                                |            |   |      |      |      |     |     |      |  |  |  |  |  |
| Elecciones municipales de 2014 | 5 oct 2014 | — | 38.0 | 20.7 | 15.0 | 7.8 | 7.6 | 17.3 |  |  |  |  |  |
|                                |            |   |      |      |      |     |     |      |  |  |  |  |  |
| Ipsos Perú/América             | 5 oct 2014 | ? | 40.5 | 19.5 | 13.1 | –   | –   | 21.0 |  |  |  |  |  |

## Resultados

### Sumario general
|                                                                                                |                                |              |              |              |           |           |  |  |
| Partidos y coaliciones                                                                         | Partidos y coaliciones         | Voto popular | Voto popular | Voto popular | Regidores | Regidores |  |  |
| Partidos y coaliciones                                                                         | Partidos y coaliciones         | Votos        | %            | ±pp          | Total     | +/−       |  |  |
|                                                                                                | Alianza para el Progreso (APP) | 35,171       | 38.00        | +6.17        | 7         | ±0        |  |  |
|                                                                                                | Acción Popular (AP)            | 19,201       | 20.74        | +1.99        | 2         | +1        |  |  |
|                                                                                                | Fuerza Popular (FP)1           | 13,861       | 14.97        | +6.55        | 1         | +1        |  |  |
|                                                                                                | Partido Aprista Peruano (APRA) | 7,228        | 7.81         | –3.52        | 1         | ±0        |  |  |
|                                                                                                | Fuerza Comunal (FC)            | 7,052        | 7.62         | Nuevo        | 0         | ±0        |  |  |
|                                                                                                | Nueva Amazonía (NA)            | 6,311        | 6.82         | –16.52       | 0         | –2        |  |  |
|                                                                                                | MAS San Martín (MAS)           | 3,740        | 4.04         | Nuevo        | 0         | ±0        |  |  |
|                                                                                                |                                |              |              |              |           |           |  |  |
| Total                                                                                          | Total                          | 92,564       |              |              | 11        | ±0        |  |  |
|                                                                                                |                                |              |              |              |           |           |  |  |
| Votos válidos                                                                                  | Votos válidos                  | 92,564       | 86.99        | +4.65        |           |           |  |  |
| Votos en blanco                                                                                | Votos en blanco                | 6,002        | 5.64         | –2.01        |           |           |  |  |
| Votos nulos                                                                                    | Votos nulos                    | 7,847        | 7.37         | –2.64        |           |           |  |  |
| Votos emitidos                                                                                 | Votos emitidos                 | 106,413      | 84.23        | –1.75        |           |           |  |  |
| Abstenciones                                                                                   | Abstenciones                   | 19,929       | 15.77        | +1.75        |           |           |  |  |
| Votantes registrados                                                                           | Votantes registrados           | 126,342      |              |              |           |           |  |  |
|                                                                                                |                                |              |              |              |           |           |  |  |
| Fuente:                                                                                        |                                |              |              |              |           |           |  |  |
| Notas al pie: 1 Comparado con los resultados de Fuerza 2011 (F2011) en las elecciones de 2010. |                                |              |              |              |           |           |  |  |
| Notas al pie:                                                                                  |                                |              |              |              |           |           |  |  |
| 1 Comparado con los resultados de Fuerza 2011 (F2011) en las elecciones de 2010.               |                                |              |              |              |           |           |  |  |

## Elecciones municipales distritales

### Resultados por distrito
La siguiente tabla enumera el control de los distritos de la provincia de San Martín. El cambio de mando de una organización política se resalta del color de ese partido.
| Distrito             | Alcalde(sa) titular       | Partido político | Partido político                | Alcalde(sa) electo(a)     | Partido político | Partido político         |
| -------------------- | ------------------------- | ---------------- | ------------------------------- | ------------------------- | ---------------- | ------------------------ |
| Alberto Leveau       | Orestes Fasanando Paredes |                  | Nueva Amazonía                  | Luis Huamán Torres        |                  | Fuerza Popular           |
| Cacatachi            | Edgard Cotrina Vásquez    |                  | Partido Aprista Peruano         | Marco Leguía Lozano       |                  | MAS San Martín           |
| Chazuta              | Álex Chujandama Amasifen  |                  | Partido Nacionalista Peruano    | Roberto Tapullima Panduro |                  | Perú Posible             |
| Chipurana            | José Aníbal Vásquez       |                  | Acción Popular                  | Segundo Gálvez Cárdenas   |                  | Fuerza Comunal           |
| El Porvenir          | Mario Santillán Grandez   |                  | Fuerza 2011                     | Mario Santillán Grandez   |                  | Fuerza Popular           |
| Huimbayoc            | Waserman Guriz Ríos       |                  | Nueva Amazonía                  | Lener Tuanama Shapiama    |                  | Alianza para el Progreso |
| Juan Guerra          | Rodrigo Flores Grandez    |                  | Nueva Amazonía                  | Julio Lozano Ríos         |                  | Acción Popular           |
| La Banda de Shilcayo | Luis Neira León           |                  | Alianza para el Progreso        | Luis Neira León           |                  | Fuerza Popular           |
| Morales              | Edilberto Pezo Carmelo    |                  | Proyecto Independiente Moralino | Carlos Philco Balvín      |                  | Acción Popular           |
| Papaplaya            | Gilberto Grandez Romaina  |                  | Restauración Nacional           | Gilberto Grandez Romaina  |                  | Restauración Nacional    |
| San Antonio          | Roberto Ortiz Castillo    |                  | Partido Aprista Peruano         | Lizardo Pinedo Bardales   |                  | Fuerza Popular           |
| Sauce                | Sebastián Calderón Bacón  |                  | Nueva Amazonía                  | Jorge del Águila Vela     |                  | Acción Popular           |
| Shapaja              | Víctor Arévalo Rodríguez  |                  | Alianza para el Progreso        | Luis Delgado Babilonia    |                  | Nueva Amazonía           |